# (535169) 2014 XX40
(535169) 2014 XX40 est un objet transneptunien faisant partie des objets épars. Il pourrait mesurer entre 120 km et 150 km de diamètre.